# Morton (Unternehmen)
Morton (russisch Мортон) ist ein russischer Bau- und Immobilienkonzern mit Hauptsitz in Moskau. Er wurde 1994 als Baufirma gegründet, seit 1997 gibt es den Immobilienzweig.
Schwerpunkt ist der Wohnungsbau im Großraum Moskau. 2012 zählte Morton mit erstellten 800.000 Quadratmeter Wohnraumfläche zu den drei größten Unternehmen der Branche in Russland, nach SU-155 und der PIK Group.